# 莫克里亞尼
49°25′9″N 23°16′53″E / 49.41917°N 23.28139°E
莫克里亞尼（烏克蘭語：Мокряни），是烏克蘭的村落，位於該國西部利沃夫州，由德羅霍貝奇區負責管轄，始建於1515年，面積0.87平方公里，2001年人口383，人口密度每平方公里439.22人。